# Gà lông đen

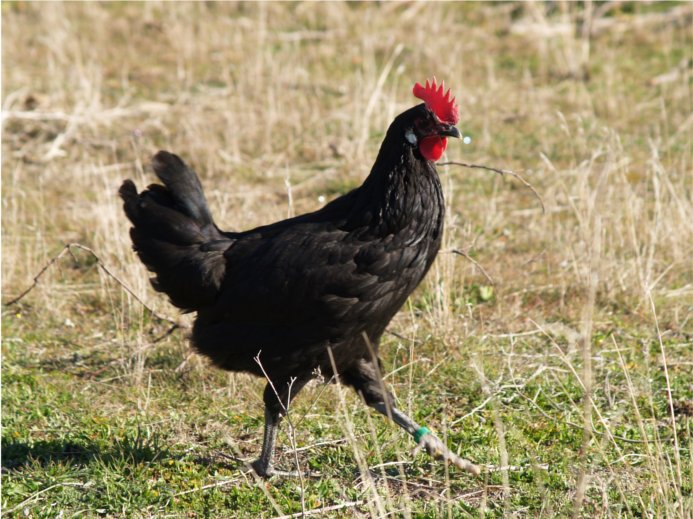
Một con gà lông đen

Gà lông đen, hay còn gọi là gà đen, ô kê hoặc hắc kê, là các cá thể gà có màu lông chủ yếu màu đen tuyền và hơi có màu ánh kim, màu ánh kim chuyển sang tông tím. Ở một số cá thể, hắc sắc tố phát triển mạnh khiến vùng mặt (bao gồm mồng, tích, tai và mắt) nhiễm đen, mắt cam ở ô mặt đen. Nguyên nhân do chất fibromelanosis trong cơ thể gà đã thúc đẩy sự phát triển của tế bào sắc tố đen. Gene tạo ra fibromelanosis là gene đột biến. Fibromelanosis đã tồn tại ở khu vực châu Á hơn 800 năm trước. Sự đột biến đã tạo ra nhiều giống gà khác như gà đen Thụy Điển (Svarthöna) cũng có màu lông đen như Ayam Cemani.

## Một số giống

### Ayam Cemani

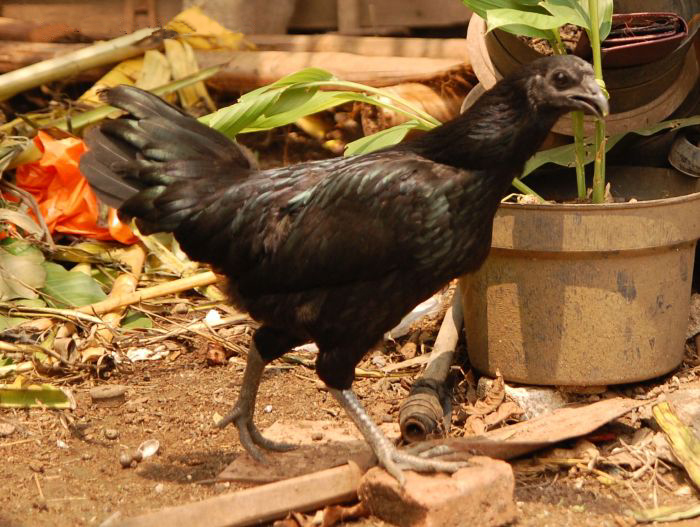
Ayam Cemani

Giống gà Ayam Cemani có nguồn gốc từ Java, Indonesia là một trong những loài gà quý hiếm. Gà Indonesia nhỏ có bộ lông xước và rất ít lông, các đầu cánh lông bị rách. Còn gà đen Trung Quốc (hay còn gọi là gà Hắc Phong) khi còn nhỏ lông xốp và mượt, cuống họng và lưỡi chúng khác nhau. Khi mở miệng gà đen Indonesia luôn có màu đen tuyền từ lưỡi đến cổ họng, trong khi gà đen Trung Quốc khi mở miệng ra thấy màu trắng nhạt hoặc hơi phớt đen như gà ác bình thường. Gà đen Indonesia trưởng thành có mắt xếch nhìn dữ dằn hơn gà đen Trung Quốc

### Gà Hắc Phong
Gà đen Trung Quốc hay con gọi là gà Hắc Phong có xuất xứ từ vùng Xích Thủy, Trung Quốc. Chúng có thịt đen, xương đen, lông đen, mào thâm hoặc đỏ nhạt. Đây là giống gà có họ hàng rất gần với gà H’Mông của Việt Nam, chúng được nuôi để làm thương phẩm. Giống gà này mới du nhập vào Việt Nam với giá bán con giống tại Trung Quốc hiện là 5-7 nhân dân tệ (tương đương 18.000–24.000 đồng/con), giá thương phẩm từ 150.000-180.000 đồng/kg. Khi còn nhỏ gà đen Trung Quốc rất giống với gà đen Indonesia. Hiện nay, một số thương lái đã lợi dụng sự thiếu thông tin của người dân để lừa bán gà đen Trung Quốc, gà đen Trung Quốc có màu miệng, lưỡi, đít đen nhạt hơn so với gà Indonesia..

### Gà H’Mông
Còn gọi là gà Mông, gà Mông đen hay gà Mèo là một giống gà nội địa của Việt Nam có nguồn gốc ở miền núi phía Bắc, được dân tộc H’Mông nuôi thả quảng canh, chúng nuôi giữ giống gốc là một trong những giống gà đặc sản. Giống gà H’Mông là giống gà quý hiếm, có đặc điểm là thịt đen, xương đen, hàm lượng mỡ trong thịt ít, thịt chắc và thơm ngon. Gà con 01 ngày tuổi cả con trống và con mái đều có màu lông hung nâu, hung đen và sọc dưa. Gà trưởng thành có hình dáng cân đối, chân cao màu đen, màu sắc lông đa dạng, phần lớn có màu da thịt đen và phủ tạng đen, số ít da trắng, thịt trắng.

### Gà ác
Gà ác hay còn gọi là ô cốt kê, ô kê hay còn có tên khác là gà đen, gà chân chì, gà ngũ trảo là một giống gà quý thuộc họ trĩ với những đặc điểm cơ bản đặc trưng như toàn thân và chân đều màu đen và có thịt bổ dưỡng, gà thường được chế biến thành món ăn gà ác tần bổ dưỡng. Đây là một giống gà quý với các đặc điểm đặc trưng như da, thịt, xương, nội tạng đều có màu đen và đặc biệt là lông gà có màu trắng, chân có 5 ngón. Giống gà này dễ bị nhầm lẫn giữa gà ác với giống gà đen (da, thịt đều màu đen) hoặc nhầm với gà ri, gà tre… chúng là giống gà của Việt Nam.

### Gà Okê
Gà Okê hay tên gọi khác là gà đen là một giống gà bản địa Việt Nam có từ hàng trăm năm tại các huyện biên giới Bắc Hà, Mường Khương, Văn Bàn, Than Uyên, Bát Xát thuộc tỉnh Cao Bằng, miền Bắc Việt Nam. Màu lông chủ yếu là vàng đất, một số ít có màu đen tuyền hoặc màu hoa mơ. Da, tích, mỏ, dái tai màu đen; chân chì. Phần lớn quần thể gà có mào đơn với 4 - 5 răng cưa, số rất ít mào nụ. Chúng là giống hiếm cần được bảo tồn nguồn gen.